# Vienna International Centre
Vienna International Centre (Vídeňské mezinárodní centrum, zkratka VIC) je komplex výškových budov ve vídeňském okrese Donaustadt, kde sídlí řada mezinárodních organizací, především Úřadovna OSN ve Vídni. Spolu se sousedním Austria Center Vienna tvoří okrsek zvaný UNO-City. Vídeň je jedním ze čtyř měst, kde sídlí Organizace spojených národů (dalšími jsou New York, Ženeva a Nairobi).
Ve VIC sídlí následující instituce: Organizace OSN pro průmyslový rozvoj (UNIDO), Mezinárodní agentura pro atomovou energii (MAAE), Úřad Vysokého komisaře OSN pro uprchlíky (UNHCR), Úřad OSN pro drogy a kriminalitu (UNODC), Úřad OSN pro vesmírné záležitosti (UNOOSA) a Přípravná komise pro Organizaci smlouvy o všeobecném zákazu jaderných zkoušek (CTBTO). Celý areál je mezinárodním exteritoriálním územím.